# Codificació Manchester

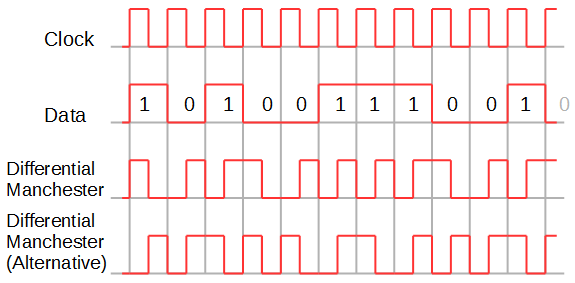
Fig.1 Codificació Manchester

Codificació Manchester, en telecomunicacions i emmagatzemament de dades, és una conversió de cada bit original en un canvi d'estat de "0" a "1" o de "1" a "0". Es caracteritza per no tenir nivell de contínua i que té el sincronisme implícit.
El nom prové de la universitat de Manchester, quan aquesta codificació fou emprada per emmagatzemar informació en un suport de memòria magnètic.

## Propietats
- El senyal resultant no té component de contínua.[3]
- El senyal resultant porta implícitament el rellotge de sincronisme.
- El senyal resultant ocupa el doble d'amplada de banda, ja que dobla la freqüència de sortida. Contràriament al que passa amb la codificació NRZ.
- La codificació Manchester és un cas particular de modulació binària per desplaçament de fase o BPSK on les dades fan de senyal moduladora d'una portadora que és el rellotge.